# تشاد مايكل كولينز
تشاد مايكل كولينز (بالإنجليزية: Chad Michael Collins)‏ مواليد 22 سبتمبر 1979 في ألباني، الولايات المتحدة، هو ممثل أمريكي بدأ مسيرته الفنية سنة 2005.

## الأعمال

### مسلسلات
- سي اس آي: نيويورك (2010)
- إن سي آي إس (2011)
- سي إس آي: ميامي (2011) (بدور: لوغان شيبيرد)
- 90210 (2011)
- رينجر (2012)
- فتاتان مفلستان (2012)
- كان ياما كان (2013)
- بونز (2014)

## روابط خارجية
- تشاد مايكل كولينز على موقع IMDb (الإنجليزية)
- تشاد مايكل كولينز على موقع ألو سيني (الفرنسية)
- تشاد مايكل كولينز على موقع أول موفي (الإنجليزية)
- تشاد مايكل كولينز على موقع قاعدة بيانات الفيلم (الإنجليزية)
- تشاد مايكل كولينز على موقع كينوبويسك (الروسية)